# Уилиямс
Уилиямс (на английски: Williams) е град в окръг Коконино, щата Аризона, САЩ. Уилиямс е с население от 3270 жители (2007) и обща площ от 113,4 km². Намира се на 2062 m надморска височина. ЗИП кодът му е 86046, а телефонният му код е 928.